# Hogback

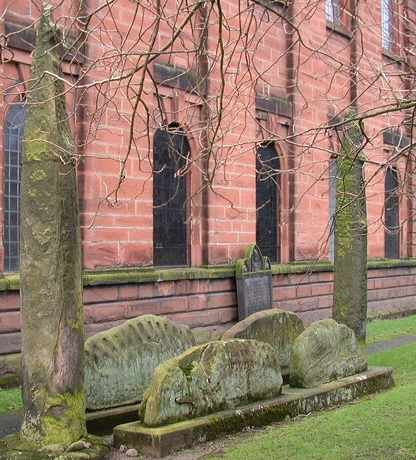
Grabsteine in Penrith, zwischen zwei Keltenkreuzen; vier Hogbacks

Ein Hogback (deutsch „Schweinerücken“ – nach seiner Form) ist ein wikingerzeitlicher skulptierter Grabstein, der zwischen dem 10. und 12. Jahrhundert in Nordengland und typologisch different in Schottland vorkommt und mit je einem Exemplar in Irland und Wales vertreten ist. Hogbacks treten ab 920 n. Chr. in Northumberland, parallel zur Regierungszeit des Königs Gorm in Dänemark, auf, nicht jedoch außerhalb der Britischen Inseln. Die Denkmäler wurden erstmals im 19. Jahrhundert „Hogbacks“ genannt. Es ist unbekannt, wie sie von ihren Herstellern genannt wurden.

## Form und Dekoration
Der Umriss von Hogbacks ist einem wikingerzeitlichen Gebäudetyp (vergl. z. B. Fyrkat und Trelleborg) nachempfunden, wie er in den Wikingerburgen (z. B. in Trelleborg) nachgewiesen wurde: über die gesamte Länge wie ein Schweinerücken gebogen und seitlich gebaucht. Hogbacks zeichnen sich oft durch stilisierte Dachziegel oder Tegulation, eingeritzt oder in Relief auf der Oberseite aus. Abgesehen von den  Steinen in Govan haben viele Hogbacks in Schottland jedoch relativ wenig bis gar keine Wölbung ihrer Dächer.

Hogbacks
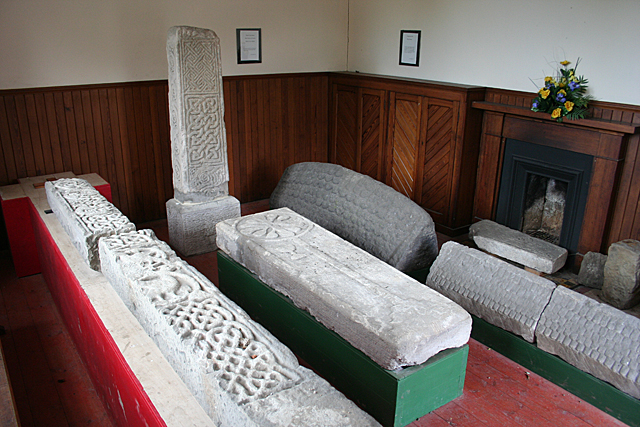
Abercorn Museum
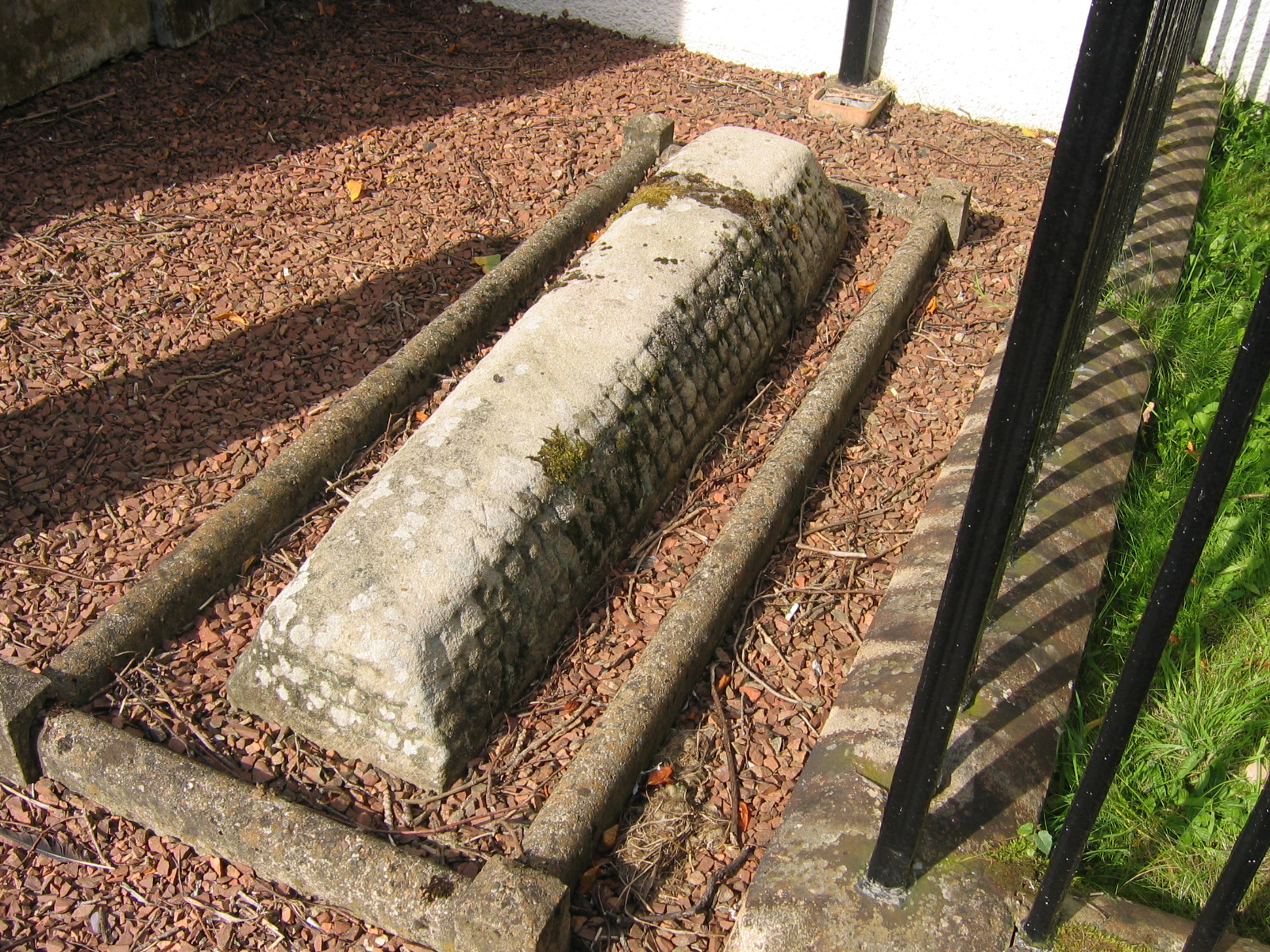
Hogback (Dalserf Parish Church); 1897 gefunden
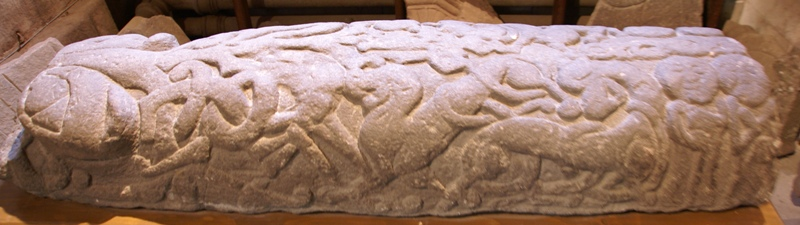
Hogback in der Kathedrale von Brechin
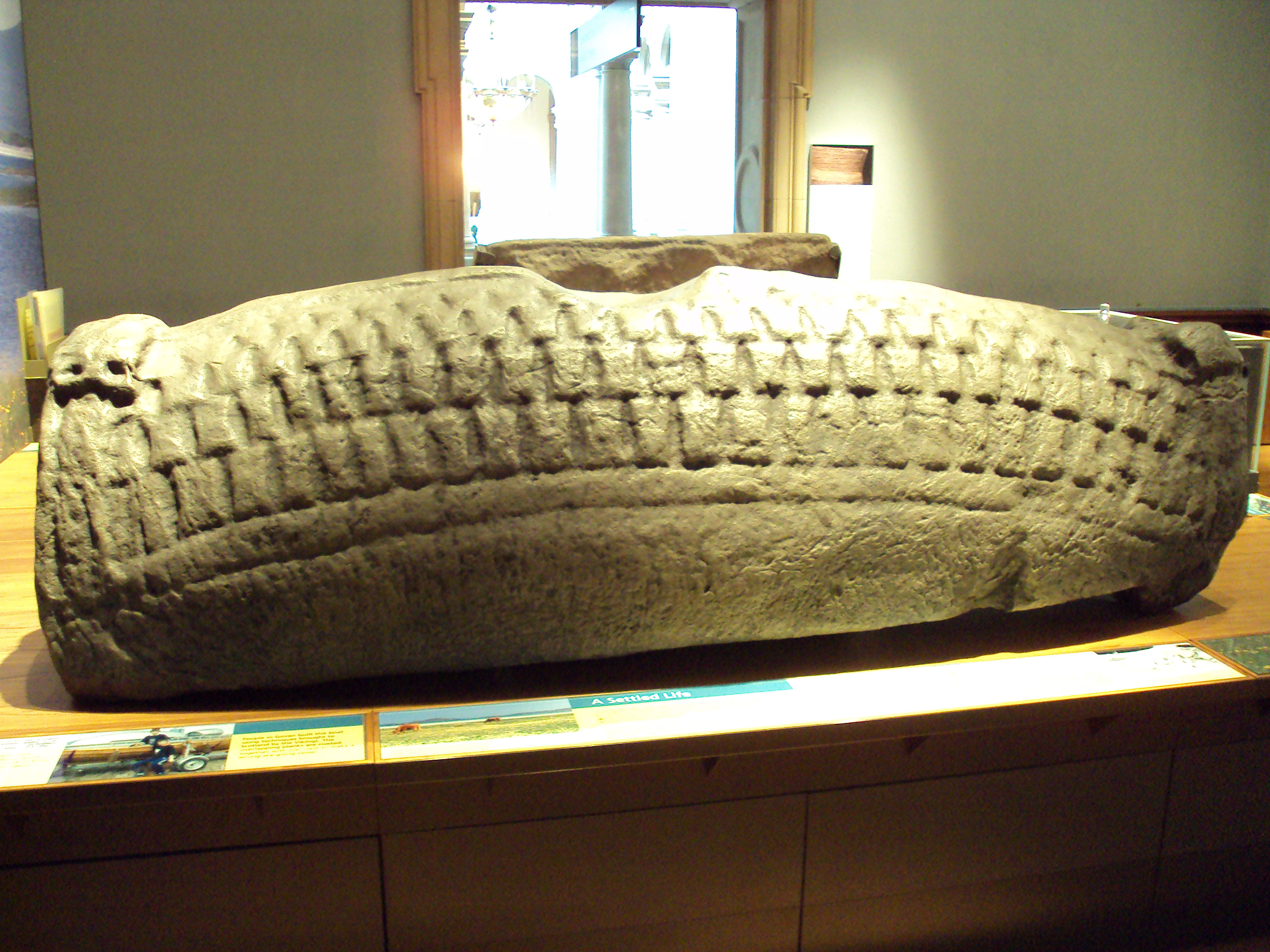
Hogback im Kelvingrove Museum, Glasgow
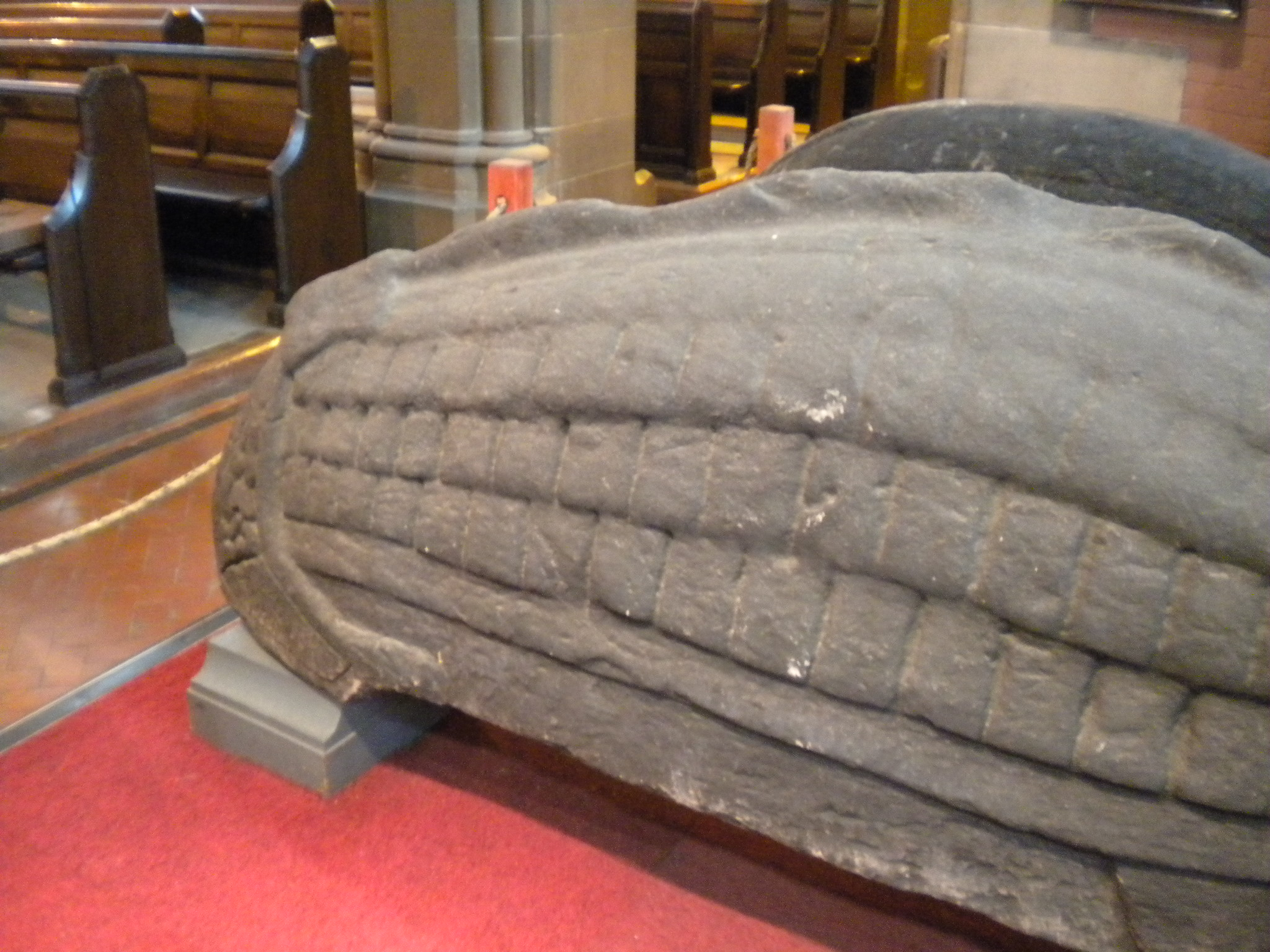
Hogback der Govan Old Church
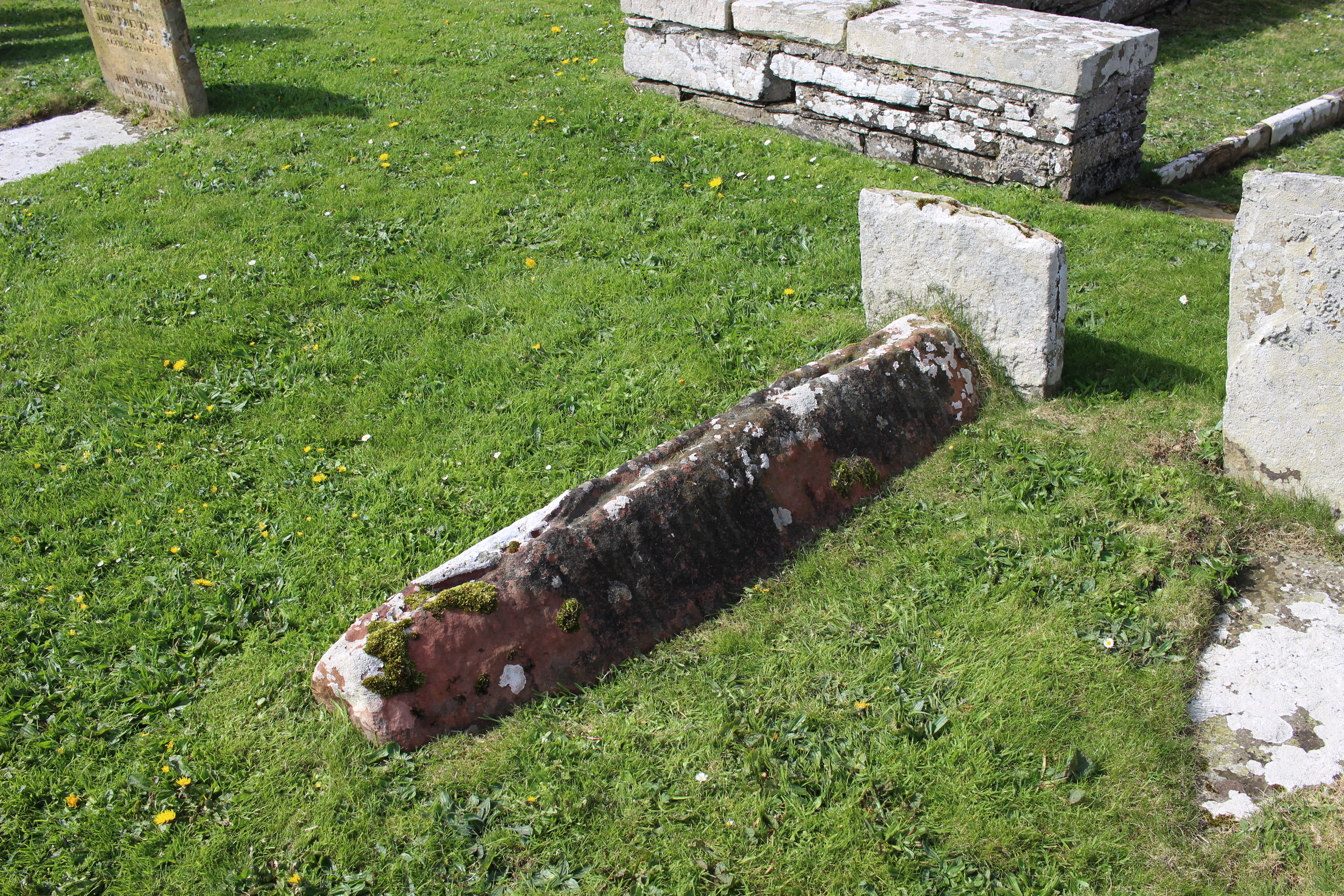
Hogback auf Westray
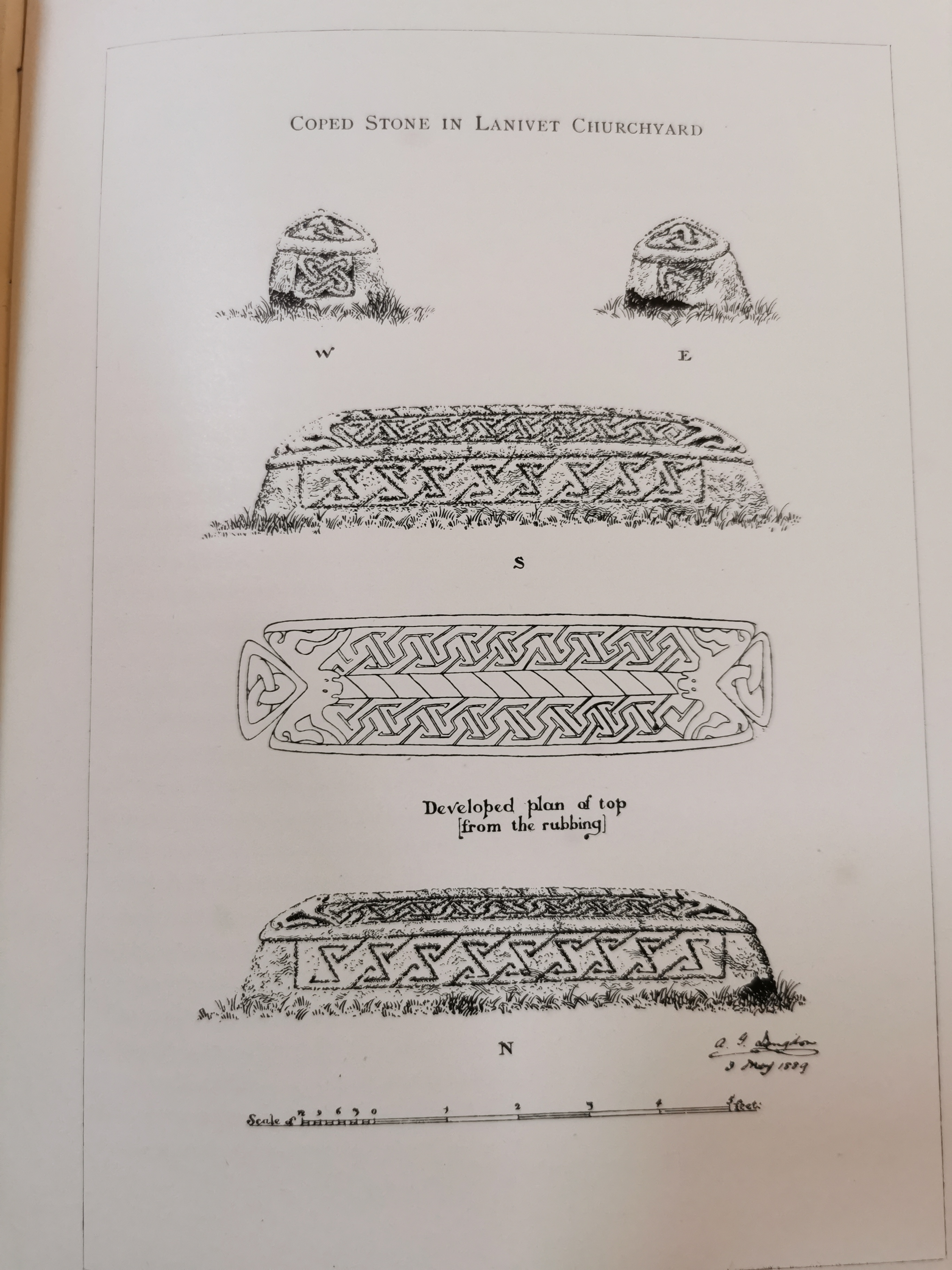
Lanivet Stone
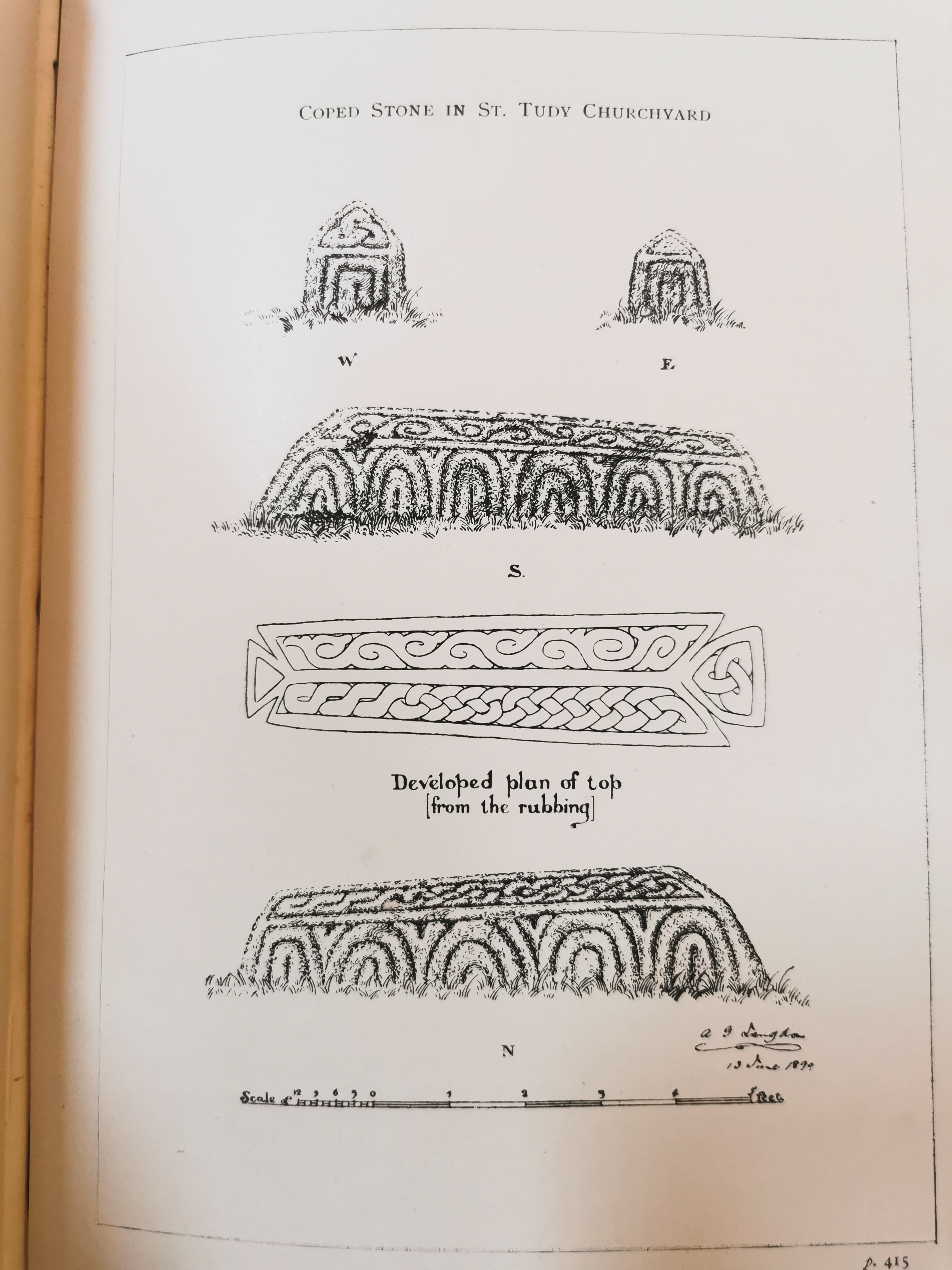
St Tudy Stone

Einige Steine haben an beiden Enden eine große Bärenplastik als Abschluss oder sind mit Totenschiffen, Schlangen, anderem Getier, mit Ringknoten oder anthropomorph verziert. Das hauptsächliche Zierelement sind schuppenartige Dachschindeln. Ein kürzlich auf der Wirral-Halbinsel entdeckter Hogback ist das kleinste Beispiel dieser Art Steindenkmal. Die aufwendige Dekoration ist identisch mit Formentypen in North Yorkshire.

## Verbreitung und Fundplätze
Hogbacks kamen zuerst im Danelag (Cumbria und Yorkshire) vor, verbreiteten sich aber nur vereinzelt nach Cornwall, Derbyshire, Zentralschottland und auf die Orkney (Deerness Halbinsel und auf dem Friedhof der Boniface Church auf Papa Westray) und den Shetlands. In Irland ist nur der Hogback von Castledermot im County Kildare bekannt.
Hogbacks fanden sich beinahe nie am originalen Ort.
- Ein Hogback in situ befindet sich bei der Abtei von Inchcolm am Firth of Forth.
- Die größte Sammlung (11) befindet sich heute in den Kirchen von Brampton in Yorkshire und Govan in Glasgow.
- Von den fünf auf Orkney gefundenen existieren nur noch vier, und diese sind wahrscheinlich von einem deutlich späteren Zeitpunkt erstellte Kopien von Steinen, die im Süden angetroffen wurden.
- Ein Hogback findet sich auf dem Friedhof der St Boniface’s Church auf Papa Westray.
- Das Fragment des Hogback von Deerness befindet sich im Museum von Kirkwall.

Andere Hogbacks befinden sich in Bedale und Repton (Derbyshire), Heysham, (Lancashire), Penrith, Burnsall, Appleby, Hexham Abbey, Sockburn of the Tees, Luss, Govan und Meigle in Schottland.
In Cornwall werden Grabsteine vom Hogback-Typ als „Coped Stones“ bezeichnet. Es sind noch fünf Steine (Lanivet, Phillack, Padstow, St. Buryan und St. Tudy) erhalten, die sich von anderswo gefundenen Hogbacks unterscheiden. Coped Stones sind in der Regel mit über 2,0 Metern Länge länger als normale Hogbacks, aber niedriger und haben ein Walmdach. Der Lanivet-Stein ist der einzige, dessen Enden mit Tieren verziert sind. Die Steine zeigen kornischen und skandinavischen Einfluss, was auf die Einbeziehung Cornwalls in die britische Skulpturentradition der Wikingerzeit hinweist.